# Mildred Burke
Mildred Burke, pseudonimo di Mildred Bliss (Coffeyville, Kansas, 5 agosto 1915 – Northridge, Los Angeles, 18 febbraio 1989), è stata una wrestler statunitense.
Tre volte campionessa mondiale di wrestling femminile, il suo manager e promotore era il suo secondo marito Billy Wolfe. Considerata una leggenda del wrestling femminile, spese gran parte della sua carriera in vari sforzi per diffondere il wrestling femminile a livello internazionale. È stata inserita nelle "arche della gloria" WWE Hall of Fame, Professional Wrestling Hall of Fame, Women's Wrestling Hall of Fame, e Wrestling Observer Newsletter Hall of Fame.

## Carriera

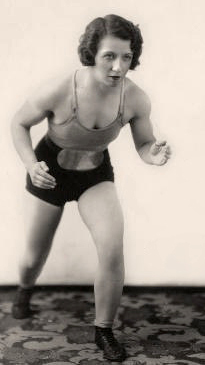
Burke nel 1937

Prima di darsi al wrestling, Mildred Bliss svolse le mansioni di segretaria stenografa a chiamata; facendo allenamento notò in se stessa uno sviluppo muscolare eccezionale, e decise di diventare una wrestler professionista. A livello locale, Billy Wolfe stava addestrando aspiranti lottatrici. In un primo momento, Wolfe non voleva allenare la Burke e istruì un lottatore a colpirla violentemente con una bodyslam, in modo che la ragazza si scoraggiasse. Burke, tuttavia, colpì invece il wrestler con una bodyslam lei stessa, e Wolfe si convinse ad allenarla. La vicinanza dell'allenamento portò ad una relazione sentimentale e infine al matrimonio. Cambiandosi il nome in "Mildred Burke", sconfisse Clara Mortensen per il Women's World Championship nel gennaio 1937. In questo periodo, Cora Livingston le fece da mentore.
Negli anni trenta, Burke lottò contro 200 uomini circa, e perse solo una volta. La sua popolarità crebbe tanto da farla considerare da molti tra le star del wrestling più famose di tutti i tempi, uomini inclusi. Politici, uomini dello spettacolo e delle forze dell'ordine adoravano farsi fare foto insieme a lei.
Se la sua predilezione per vestiti costosi fuori e dentro il ring (i suoi costumi di scena erano quasi sempre tempestati di pietre preziose vere) era perfettamente in linea con l'idea di femminilità comune, a staccare Mildred dalla solita idea di donna attraente era il suo fisico che, negli anni, aveva costruito con un rigore quasi marziale nell'allenamento e nell'alimentazione.
Nonostante le ricchezze che suo marito guadagnò come promotore di wrestling femminile, esisteva un lato oscuro nel loro matrimonio. Wolfe si comportava come una figura paterna per le donne che allenava e gestiva, ma si guadagnò anche la reputazione di donnaiolo perché tradiva ripetutamente Burke.

### Separazione da Billy Wolfe
I problemi causati dall'infedeltà di Wolfe arrivarono al dunque nel 1952 quando Wolfe e Burke si separarono. Dopo il divorzio da Wolfe, Mildred decise di diventare la promotrice e booker di se stessa, viaggiando insieme al figlio e intessendo una fitta rete di contatti. In questo periodo riuscì quindi a mantenere un buon profilo ma trovando sempre e comunque la strada sbarrata in maniera diretta e indiretta da Wolfe, grazie al peso che questo godeva nel direttivo della National Wrestling Association, la federazione di promozioni di wrestling che gestiva e coordinava in quel periodo tutti o quasi gli spettacoli di wrestling negli Stati Uniti. Burke si ritrovò estromessa da tutti i canali del wrestling professionistico della National Wrestling Alliance. Disperata, decise di chiedere aiuto a Jack Pfefer. La NWA tentò di far riconciliare la coppia, ma senza successo. Un promemoria datato 20 agosto 1953 fu fatto circolare da Wolfe, in cui annunciava con audacia di essere il booker della Burke e della sua stable di 27 lottatrici. Tale affermazione fu contestata da Burke il 26 agosto 1953, affermando che la questione sarebbe stata risolta in tribunale. Lei consultò Leroy McGuirk e sperò che la NWA le desse ragione nell'incontro fissato per il settembre 1953 a Chicago.

### Rapporti con la NWA
Burke dovette affrontare molti ostacoli, poiché alle donne era vietato partecipare alle conferenze annuali della NWA, e questo sminuiva l'importanza delle donne nel wrestling professionistico. Un esempio di discriminazione fu evidente durante la disputa con Wolfe. Burke sedeva nella hall del Blackstone Hotel a Chicago, mentre i dirigenti maschi discutevano a porte chiuse del suo futuro. La versione di Wolfe fu l'unica udita dai membri della commissione NWA. Alla fine, dopo la riunione la NWA rifiutò di riconoscere il wrestling femminile, Wolfe riacquistò la sua quota, ma molte donne restarono leali a Burke e si rifiutarono di lottare per Wolfe.

### Vera animosità
In una lettera ai membri della NWA datata 4 novembre 1953, confutò l'affermazione di Wolfe secondo cui avrebbe lottato contro una sola lottatrice donna. Lei sostenne che c'erano dodici lottatrici con cui avrebbe lavorato. Wolfe, tuttavia, usò la sua influenza per farla congelare dai membri della NWA, e la sua promettente corsa nel sud-est con Cowboy Luttrall e Paul Jones nel 1954 fallì.
Emotivamente esausta, Burke lottò contro la nuora di Wolfe, June Byers, in un Two out of three falls match, particolare incontro dove per aggiudicarsi la contesa è necessario schienare, sottomettere, vincere per squalifica o far contare fuori l'avversario due volte. L'incontro ebbe luogo il 20 agosto 1954 ad Atlanta. Il match si tramutò presto in un combattimento shoot, a causa delle genuina animosità tra le due donne. Wolfe aveva il supporto della commissione locale e posizionò un arbitro che era favorevole ai suoi obiettivi nell'incontro. Burke ammise in seguito di aver rinunciato al primo schienamento con l'intenzione di lottare più forte nella seconda parte del match. Ma questa non arrivò mai. L'arbitro decretò la fine del match, e Burke lasciò il ring convinta di avere mantenuto il titolo poiché non era stata schienata due volte. Il risultato fu che molti sulla stampa dichiararono che Byers l'aveva comunque sconfitta e la reputazione del titolo di Burke cominciò a diminuire.

### Lascito

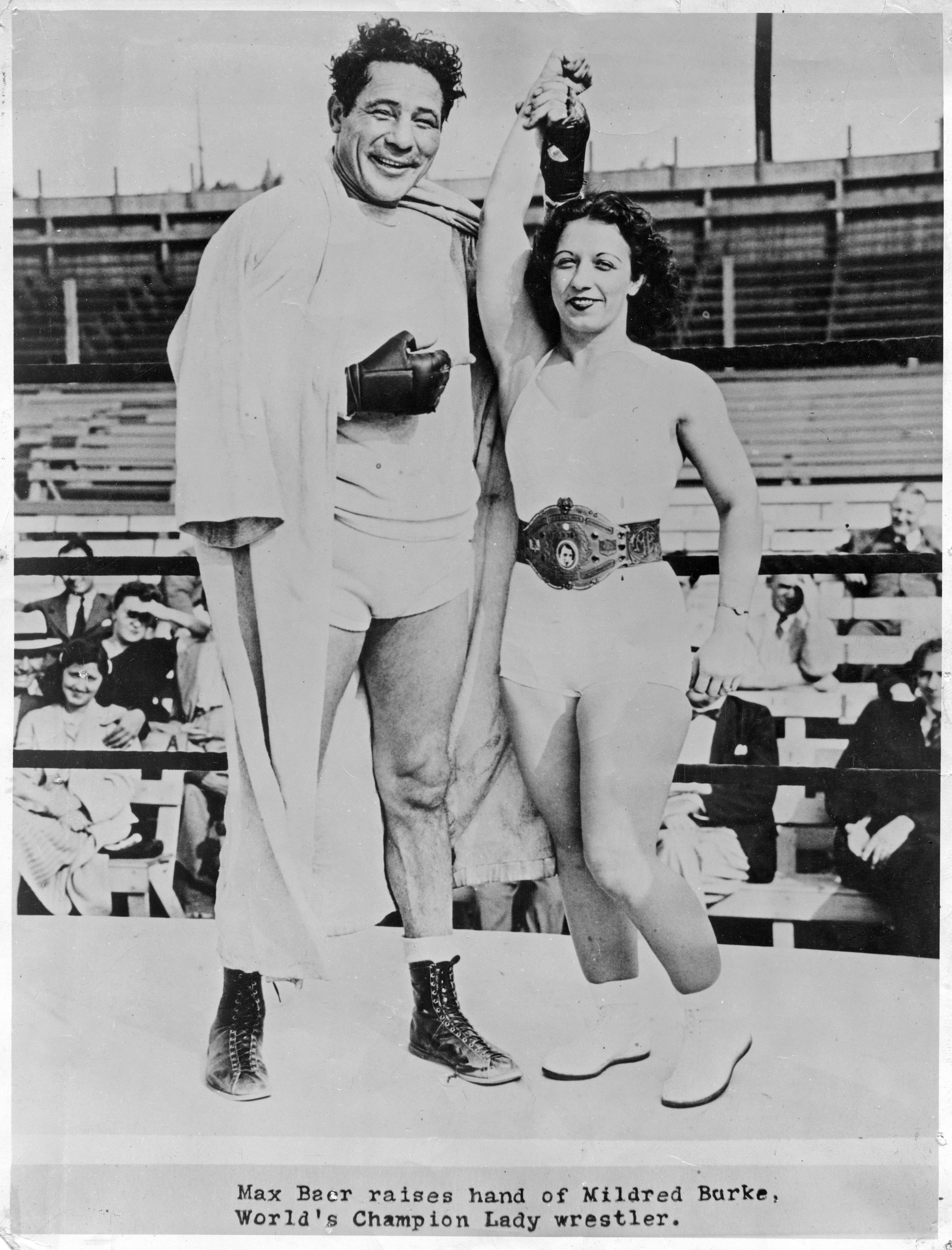
Burke con il pugile Max Baer negli anni cinquanta

Nei primi anni cinquanta fondò la World Women's Wrestling Association a Los Angeles, California. Tornò alla sua promozione dopo il suo incontro con Byers, riconoscendosi ancora come campionessa mondiale femminile anche dopo che la NWA aveva riconosciuto la rivale June Byers come campionessa, e continuò a difendere la cintura. La rese vacante nel 1956, quando si ritirò dal ring. Nel 1970 il titolo venne riattivato nella All Japan Women's Pro-Wrestling (AJW).
Dopo le tensioni con Wolfe e NWA, Burke viaggiò con una scorta per il resto della sua carriera come misura protettiva. Insieme a Bill Newman fondò la International Women's Wrestlers Inc., compagnia con sedi a New York, San Francisco e Sydney, Australia. Questi uffici svolgevano la duplice funzione di uffici di booking e centri di formazione.
I suoi sforzi per diffondere il wrestling femminile a livello internazionale raggiunsero il Giappone e diedero vita alla World Wide Women's Wrestling Association (WWWA).
Mildred Burke introdusse il wrestling femminile in molte nazioni, inclusi Canada, Cuba, Messico e parti dell'Asia, includendo Giappone, Hong Kong, Macao e Filippine. La All Japan Women's Pro-Wrestling (AJW) acquistò da lei i diritti della cintura WWWA World Championship e successivamente creò il WWWA World Tag Team Championship (1971) e l'All Pacific Championship (1977).
Nel 2002 è stata indotta nella Professional Wrestling Hall of Fame, e nel 2016 è stata inserita nella WWE Hall of Fame.
Il 17 agosto 2018, il proprietario della NWA Billy Corgan acquistò la cintura originale di Burke e la presentò in pubblico il 28 agosto a NWA EmPowerrr.

## Vita privata e ultimi anni
In età avanzata, Burke diresse una scuola di wrestling a Encino, California. Tra le sue studentesse ci furono la WWE Hall of Famer The Fabulous Moolah, che allenò negli anni quaranta, e la canadese Rhonda Sing.
Ebbe due figli, Violet e Joseph Wolfe. Violet morì a causa di un infortunio riportato in un incontro di wrestling.
Burke morì a causa di un infarto il 18 febbraio 1989 a Northridge, California, e fu sepolta nel cimitero Forest Lawn, Hollywood Hills Memorial Park di Los Angeles.

## Titoli e riconoscimenti
- Circuito indipendente
  - Women's World Championship (2)
  - Women's World Lightweight championship (2)[9]
- International Professional Wrestling Hall of Fame
  - Classe del 2022[10]
- National Wrestling Alliance
  - NWA World Women's Championship (1)
- Professional Wrestling Hall of Fame
  - Classe del 2002
- World Women's Wrestling Association
  - WWWA World Heavyweight Championship (1)
- Women's Wrestling Hall of Fame
  - Classe del 2023[11]
- Wrestling Observer Newsletter
  - Wrestling Observer Newsletter Hall of Fame (Classe del 1996)[2]
- WWE
  - WWE Hall of Fame (Classe del 2016)

## Riferimenti in altri media
Nel 2009 Jeff Leen pubblicò una biografia di Burke, intitolata The Queen of the Ring: Sex, Muscles, Diamonds, and the Making of an American Legend. Nel giugno 2023 iniziarono le riprese del film Queen of the Ring, un biopic sulla Burke, basato sul libro di Leen. Il film venne distribuito il 7 marzo 2025. L'attrice canadese Emily Bett Rickards interpreta Mildred Burke nella pellicola.